# Cyryl (opat koptyjski)
Cyryl (ur. 13 sierpnia 1953 jako Hanna Fachri Dżurdżi) – duchowny Koptyjskiego Kościoła Ortodoksyjnego, od 2003 opat klasztoru św. Menasa.

## Życiorys
Śluby zakonne złożył 30 marca 1975 w klasztorze św. Menasa. Święcenia kapłańskie przyjął 21 stycznia 1996. Sakrę otrzymał 15 czerwca 2003.